# Guerra austro-turca (1663-1664)
La guerra austro turca (1663-1664) o Cuarta guerra austro-turca fue un breve conflicto entre la monarquía Habsburgo y el Imperio otomano. El ejército Habsburgo comandado por Raimondo Montecuccoli logró detener al ejército otomano que estaba de camino a Viena en la batalla de San Gotardo. A pesar de esta derrota otomana, la guerra terminó con un tratado de paz favorable: la Paz de Vasvár.

## Preludio
La causa de esta guerra fue la invasión de Polonia en 1658 por el Príncipe Jorge Rákóczi II de Transilvania, sin el permiso de la Sublime Puerta. Transilvania, después de la Batalla de Mohács en 1526, reconoció la soberanía otomana y rindió homenaje a la Puerta y, a cambio, recibió autonomía política y religiosa. Al enterarse de la guerra no autorizada de Rákóczi, los otomanos declararon la guerra a su vasallo. No pasó mucho tiempo antes de que el Gran Visir Köprülü Mehmed Pasha (1656-1661) derrotara a Rákóczi y conquistara Transilvania. El nuevo príncipe de Transilvania, Juan Kemény, huyó a Viena buscando el apoyo de Austria.
El emperador Leopoldo I, que no deseaba que Transilvania cayera bajo el control otomano directo, envió a Montecuccoli a Hungría con un pequeño ejército. Montecuccoli fera severamente superado en número por los otomanos.
Mientras tanto, para liberar a Croacia y Hungría, Nikola Zrinski, Ban de Croacia, desde 1661 hizo todo lo posible para iniciar un nuevo conflicto austro-otomano mediante la organización de incursiones en territorio otomano desde su bastión, Novi Zrin (en húngaro: Zrínyiújvár). Estas incursiones y la presencia del ejército de Montecuccoli hicieron que los otomanos pusieran fin al statu quo de Viena, que existía entre ellos desde 1606.

## Campaña de 1663
En el verano de 1663, un ejército otomano de más de 100.000 efectivos bajo el Gran Visir Köprülü Fazıl Ahmed penetro en Hungría, y en septiembre conquistó la ciudad de Érsekújvár.
El comandante de los Habsburgo Montecuccoli tenía solo sus 12,000 hombres y las 15,000 tropas húngaro-croatas de Nikola Zrinski para oponerse a los turcos.
El Emperador Leopoldo convocó la Dieta Imperial en enero de 1663, para pedir ayuda a los reyes alemanes y europeos, con éxito. Se armó un ejército de 30,000 tropas bávaras, de Brandeburgo y Sajonas. Incluso su archienemigo Luis XIV de Francia envió un cuerpo de ejército de 6.000 bajo Jean de Coligny-Saligny en su apoyo.

## Campaña de 1664
A principios de 1664, el Ejército Imperial se dividió en tres cuerpos: en el sur, 17,000 tropas húngaro-croatas bajo el mando de Nikola Zrinski. En el centro, el ejército principal de Montecuccoli, que era de 28,500 hombres fuertes, y en el norte unos 8,500 hombres bajo el general Jean-Louis Raduit de Souches. Había unos 12.500 hombres en reserva para defender las fortalezas.
Este ejército de 66,500 hombres no estaba unido, ya que las diferencias de opinión entre los comandantes eran muy fuertes, especialmente con Zrinski.
Como una preparación para las campañas planeadas para 1664, Zrinski se dispuso a destruir el puente otomano fuertemente fortificado (el puente de Osijek) que, desde 1566, había vinculado Darda a Osijek a través del Drava y las marismas de Baranya. La destrucción del puente cortaría la retirada del ejército otomano y haría imposible cualquier refuerzo turco durante varios meses. Recapturando fuertes fortalezas (Berzence, Babócsa, la ciudad de Pécs, etc.) en su camino, Zrinski avanzó 240 kilómetros en territorio enemigo y destruyó el puente el 1 de febrero de 1664. No logró conquistar Nagykanizsa, el objetivo principal. El asedio tuvo que ser levantado cuando en junio se acercó el ejército principal de Köprülü.
Los turcos sitiaron y conquistaron la fortaleza de Zrinski, Novi Zrin, que tuvo que ser abandonada cuando Montecuccoli se negó a acudir en su rescate. Zrinski nunca lo perdonaría, lo que eventualmente llevaría a la conspiración de los Magnates ("conspiración de Zrinski-Frankopan" en Croacia, y "conspiración de Wesselényi" en Hungría).

## Batalla de San Gotardo
Después de la conquista de Novi Zrin, el ejército principal otomano marchó hacia Viena, pero fue detenido en el río Rába entre Mogersdorf y la Abadía Szentgotthárd por el ejército de Montecuccoli. Los otomanos perdieron de 16,000 a 22,000 de sus mejores tropas.
En el norte de Hungría, el ejército de De Souches logro algunas victorias más pequeñas contra Küçük Mehmed Pasha. La más importante de estas victorias fue el Asedio de Léva.

## Paz de Vasvár
Solo nueve días después, el 10 de agosto de 1664, se firmó la Paz de Vasvár, una tregua que duraría 20 años. A pesar de la victoria austriaca en San Gotardo, se reconoció el control otomano de Transilvania y Érsekújvár, y el Imperio austríaco acordó pagar una compensación anual al Imperio Otomano, que nunca entregó a tiempo. Novi Zrin iba a ser desmantelado. Por otro lado, los otomanos acordaron enviar un "presente" anual a los austriacos
El principal factor en la decisión de los Habsburgo fue la amenaza francesa a las propiedades mucho más valiosas en los Países Bajos, Alemania e Italia. Además, el esfuerzo de guerra imperial perdió parte de su impulso después de la victoria de San Gotardo, ya que los franceses se retiraron de la coalición, mientras que otros príncipes alemanes se mostraron reacios a avanzar más al este. Por lo tanto, los austriacos no creían que pudieran liberar a toda Hungría y no estaban dispuestos a dejar el avance francés sin control por algunas fortalezas húngaras.

## Consecuencias
Los croatas y los húngaros se indignaron por la pérdida de los territorios conquistados y sintieron que la iniciativa y el impulso después de la victoria de San Gotardo deberían haberse mantenido.
Esto llevó a la conspiración de los Magnates.
La paz de hecho se mantuvo durante 20 años hasta que los otomanos atacaron Viena por segunda vez en 1683 y fueron expulsados de Hungría en la siguiente Gran Guerra Turca (1683-1699).